# Liste von Krankenhäusern in Ruanda
Die Liste von Krankenhäusern in Ruanda umfasst die öffentliche Krankenhäuser in der Republik Ruanda.
Sie werden unterschieden in
- Distriktkrankenhäuser (District Hospitals),
- Provinzkrankenhäuser (Provincial Hospitals),
- Fachkrankenhäuser (Specialized Hospitals) und Überweisungskrankenhäuser (Referral Hospitals),
- Lehrkrankenhäuser (Teaching Hospitals) und
- Universitätskliniken (University Teaching Hospitals).

Angegeben ist zudem die Lage nach Verwaltungseinheit absteigend von der Provinz über den Distrikt und Sektor bis zur Zelle als vierter Verwaltungsebene.
| Name                                                          | Typ                     | Lage        | Lage       | Lage       | Lage        | Lage                          | Website                           |
| Name                                                          | Typ                     | Provinz     | Distrikt   | Sektor     | Zelle       | Koordinaten (WGS-84)          | Website                           |
| ------------------------------------------------------------- | ----------------------- | ----------- | ---------- | ---------- | ----------- | ----------------------------- | --------------------------------- |
| Kacyiru District Hospital                                     | Distriktkrankenhaus     | Kigali      | Gasabo     | Kacyiru    | Kibaza      | 1,9332°S, 30,0748°O           |                                   |
| King Faisal Hospital                                          | Lehrkrankenhaus         | Kigali      | Gasabo     | Kacyiru    | Kamatamu    | 1,9436°S, 30,095°O            | kfh.rw                            |
| Kibagabaga Level Two Teaching Hospital                        | Lehrkrankenhaus         | Kigali      | Gasabo     | Kimironko  | Kibagabaga  | 1.9307°S, 30,1119°O           |                                   |
| Kigali Mental Health Referral Center                          | Fachkrankenhaus         | Kigali      | Gasabo     | Kinyinya   | Murama      | 1.9193°S, 30,1118°O           | kmentalhealth.rw                  |
| Ndera Neuropsychiatric Hospital                               | Lehrkrankenhaus         | Kigali      | Gasabo     | Ndera      | Kibenga     | 1.9540°S, 30,1692°O           | nderahospital.rw                  |
| Inkurunziza Orthopedic Specialized Hospital                   | Fachkrankenhaus         | Kigali      | Kicukiro   | Gikondo    | Kanserege   | 1,9742°S, 30,0794°O           | iosh.rw                           |
| Masaka District Hospital                                      | Distriktkrankenhaus     | Kigali      | Kicukiro   | Masaka     | Cyimo       | 1,9917°S, 30,2120°O           |                                   |
| Rwanda Military Referral and Teaching Hospital                | Lehrkrankenhaus         | Kigali      | Kicukiro   | Nyarugunga | Kamashashi  | 1,9783°S, 30,1680°O           | rwandamilitaryhospital.rw         |
| Kigali University Teaching Hospital                           | Universitätsklinikum    | Kigali      | Nyarugenge | Nyarugenge | Kiyovu      | 1,9558°S, 30,0605°O           | chuk.rw                           |
| Muhima District Hospital                                      | Distriktkrankenhaus     | Kigali      | Nyarugenge | Muhima     | Amahoro     | Koordinaten fehlen! Hilf mit. |                                   |
| Nyarugenge District Hospital                                  | Distriktkrankenhaus     | Kigali      | Nyarugenge | Nyamirambo | Cyivugiza   | 1,9815°S, 30,0433°O           |                                   |
| Butaro Level Two Teaching Hospital                            | Level-2-Lehrkrankenhaus | Nordprovinz | Burera     | Butaro     | Rusumo      | 1,4092°S, 29,8398°O           | butarohospital.gov.rw             |
| Gatonde District Hospital                                     | Distriktkrankenhaus     | Nordprovinz | Gakenke    | Mugunga    | Gahinga     | 1,6702°S, 29,6610°O           | gatondehospital.gov.rw            |
| Nemba District Hospital                                       | Distriktkrankenhaus     | Nordprovinz | Gakenke    | Nemba      | Mucaca      | 1,6381°S, 29,7865°O           | nembahospital.prod.risa.rw        |
| Ruli District Hospital                                        | Distriktkrankenhaus     | Nordprovinz | Gakenke    | Ruli       | Ruli        | Koordinaten fehlen! Hilf mit. | rulihospital.prod.risa.rw         |
| Byumba Level Two Teaching Hospital                            | Level-2-Lehrkrankenhaus | Nordprovinz | Gicumbi    | Byumba     | Nyarutarama | Koordinaten fehlen! Hilf mit. |                                   |
| Ruhengeri Level Two Teaching Hospital                         | Level-2-Lehrkrankenhaus | Nordprovinz | Musanze    | Muhoza     | Kigombe     | 1.5057°S, 29,6367°O           |                                   |
| Kinihira Provincial Hospital                                  | Provinzkrankenhaus      | Nordprovinz | Rulindo    | Kinihira   | Butunzi     | 1.6682°S, 29.9587°O           |                                   |
| Rutongo District Hospital                                     | Distriktkrankenhaus     | Nordprovinz | Rulindo    | Ngoma      | Mugote      | 1.7865°S, 30.0030°O           |                                   |
| Nyamata Level Two Teaching Hospital                           | Level-2-Lehrkrankenhaus | Ostprovinz  | Bugesera   | Nyamata    | Kayumba     | Koordinaten fehlen! Hilf mit. |                                   |
| Rilima Orthopedic Specialized Hospital                        | Fachkrankenhaus         | Ostprovinz  | Bugesera   | Rilima     | Kimaranzara | 2.1607°S, 30,2293°O           | rilimaorthopaedic.rw              |
| Kiziguro District Hospital                                    | Distriktkrankenhaus     | Ostprovinz  | Gatsibo    | Kiziguro   | Agakomeye   | 1,7666°S, 30,3847°O           | kizigurohospital.rw               |
| Ngarama District Hospital                                     | Distriktkrankenhaus     | Ostprovinz  | Gatsibo    | Ngarama    | Ngarama     | 1.5463°S, 30,2430°O           | ngaramahospital.gov.rw            |
| Gahini District Hospital                                      | Distriktkrankenhaus     | Ostprovinz  | Kayonza    | Gahini     | Urugarama   | 1,8413°S, 30,4835°O           | gahinihospital.gov.rw             |
| Rwinkwavu District Hospital                                   | Distriktkrankenhaus     | Ostprovinz  | Kayonza    | Rwinkwavu  | Nkondo      | Koordinaten fehlen! Hilf mit. | rwinkwavuhospital.gov.rw          |
| Kirehe District Hospital                                      | Distriktkrankenhaus     | Ostprovinz  | Kirehe     | Kirehe     | Gahama      | 2,2676°S, 30,6533°O           | kirehehospital.gov.rw             |
| Kibungo Level Two Teaching Hospital                           | Level-2-Lehrkrankenhaus | Ostprovinz  | Ngoma      | Kibungo    | Karenge     | 2,1655°S, 30,5395°O           | krh.gov.rw                        |
| Gatunda District Hospital                                     | Distriktkrankenhaus     | Ostprovinz  | Nyagatare  | Gatunda    | Nyamikamba  | 1,3955°S, 30,2081°O           | gatundahospital.gov.rw            |
| Nyagatare District Hospital                                   | Distriktkrankenhaus     | Ostprovinz  | Nyagatare  | Nyagatare  | Nyagatare   | Koordinaten fehlen! Hilf mit. | nyagataredh.gov.rw                |
| Rwamagana Level Two Teaching Hospital                         | Level-2-Lehrkrankenhaus | Ostprovinz  | Rwamagana  | Kigabiro   | Nyagasenyi  | 1,8643°S, 30,1234°O           | rwamaganahospital.gov.rw          |
| Gakoma District Hospital                                      | Distriktkrankenhaus     | Südprovinz  | Gisagara   | Mamba      | Mamba       | Koordinaten fehlen! Hilf mit. |                                   |
| Kibilizi District Hospital                                    | Distriktkrankenhaus     | Südprovinz  | Gisagara   | Kibirizi   | Kibirizi    | Koordinaten fehlen! Hilf mit. | kibilizihospital.gov.rw           |
| Butare University Teaching Hospital                           | Universitätsklinikum    | Südprovinz  | Huye       | Ngoma      | Butare      | Koordinaten fehlen! Hilf mit. | chub.rw                           |
| Huye Isange Rehabilitation Center                             | Fachkrankenhaus         | Südprovinz  | Huye       | Ngoma      | Butare      | Koordinaten fehlen! Hilf mit. | huyeisangerhb.rw                  |
| Kabutare District Hospital                                    | Distriktkrankenhaus     | Südprovinz  | Huye       | Ngoma      | Butare      | Koordinaten fehlen! Hilf mit. | kabutarehospital.gov.rw           |
| Remera-Rukoma District Hospital                               | Distriktkrankenhaus     | Südprovinz  | Kamonyi    | Rukoma     | Remera      | Koordinaten fehlen! Hilf mit. | remerarukomahospital.prod.risa.rw |
| Kabgayi Level Two Teaching Hospital                           | Level-2-Lehrkrankenhaus | Südprovinz  | Muhanga    | Nyamabuye  | Gahogo      | Koordinaten fehlen! Hilf mit. |                                   |
| Nyabikenke District Hospital                                  | Distriktkrankenhaus     | Südprovinz  | Muhanga    | Kiyumba    | Ruhina      | Koordinaten fehlen! Hilf mit. |                                   |
| Kaduha District Hospital                                      | Distriktkrankenhaus     | Südprovinz  | Nyamagabe  | Kaduha     | Kavumu      | Koordinaten fehlen! Hilf mit. |                                   |
| Kigeme District Hospital                                      | Distriktkrankenhaus     | Südprovinz  | Nyamagabe  | Gasaka     | Kigeme      | Koordinaten fehlen! Hilf mit. | kigemehospital.prod.risa.rw       |
| HVP Gatagara Specialized Orthopedic & Rehabilitation Hospital | Fachkrankenhaus         | Südprovinz  | Nyanza     | Mukingo    | Gatagara    | Koordinaten fehlen! Hilf mit. |                                   |
| Nyanza District Hospital                                      | Distriktkrankenhaus     | Südprovinz  | Nyanza     | Busasamana | Nyanza      | Koordinaten fehlen! Hilf mit. | nyanzahospital.gov.rw             |
| Munini District Hospital                                      | Distriktkrankenhaus     | Südprovinz  | Nyaruguru  | Munini     | Ngarurira   | Koordinaten fehlen! Hilf mit. | muninihospital.gov.rw             |
| Gitwe District Hospital                                       | Distriktkrankenhaus     | Südprovinz  | Ruhango    | Bweramana  | Murama      | Koordinaten fehlen! Hilf mit. |                                   |
| Ruhango Provincial Hospital                                   | Provinzkrankenhaus      | Südprovinz  | Ruhango    | Kinazi     | Burira      | Koordinaten fehlen! Hilf mit. | ruhangohospital.gov.rw            |
| Kibuye Referral Hospital                                      | Überweisungskrankenhaus | Westprovinz | Karongi    | Bwishyura  | Kibuye      | Koordinaten fehlen! Hilf mit. | kibuyehospital.gov.rw             |
| Kirinda District Hospital                                     | Distriktkrankenhaus     | Westprovinz | Karongi    | Murambi    | Shyembe     | Koordinaten fehlen! Hilf mit. |                                   |
| Mugonero District Hospital                                    | Distriktkrankenhaus     | Westprovinz | Karongi    | Gishyita   | Ngoma       | Koordinaten fehlen! Hilf mit. |                                   |
| Kabaya District Hospital                                      | Distriktkrankenhaus     | Westprovinz | Ngororero  | Kabaya     | Kabaya      | Koordinaten fehlen! Hilf mit. | kabayahospital.gov.rw             |
| Muhororo District Hospital                                    | Distriktkrankenhaus     | Westprovinz | Ngororero  | Gatumba    | Kamasiga    | Koordinaten fehlen! Hilf mit. | muhororohospital.gov.rw           |
| Shyira District Hospital                                      | Distriktkrankenhaus     | Westprovinz | Nyabihu    | Shyira     | Kanyamitana | Koordinaten fehlen! Hilf mit. |                                   |
| Bushenge Provincial Hospital                                  | Provinzkrankenhaus      | Westprovinz | Nyamasheke | Bushenge   | Kagatamu    | Koordinaten fehlen! Hilf mit. | bushengehospital.gov.rw           |
| Kibogora Level Two Teaching Hospital                          | Level-2-Lehrkrankenhaus | Westprovinz | Nyamasheke | Kanjongo   | Kibogora    | Koordinaten fehlen! Hilf mit. |                                   |
| Gisenyi District Hospital                                     | Distriktkrankenhaus     | Westprovinz | Rubavu     | Gisenyi    | Nengo       | Koordinaten fehlen! Hilf mit. | gisenyihospital.gov.rw            |
| Gihundwe District Hospital                                    | Distriktkrankenhaus     | Westprovinz | Rusizi     | Kamembe    | Gihundwe    | Koordinaten fehlen! Hilf mit. |                                   |
| Mibilizi District Hospital                                    | Distriktkrankenhaus     | Westprovinz | Rusizi     | Gashongo   | Karemereye  | Koordinaten fehlen! Hilf mit. | mibilizihospital.prod.risa.rw     |
| Murunda District Hospital                                     | Distriktkrankenhaus     | Westprovinz | Rutsiro    | Murunda    | Mburamazi   | Koordinaten fehlen! Hilf mit. |                                   |